# Snedsted Seminarium
Snedsted Seminarium var et dansk lærerseminarium, der var beliggende i Snedsted i Thy.[kilde mangler]
Seminariet blev oprettet i 1812 og nedlagt i 1848 og videreført som Ranum Seminarium.[kilde mangler] Rektor var G.P. Brammer, der også var sognepræst i Snedsted Sogn.[kilde mangler]
Christen Kold og Morten Eskesen gik begge på Snedsted Seminarium.[kilde mangler]
| Skole | Spire Denne artikel om en skole, en uddannelsesinstitution eller uddannelse er en spire som bør udbygges. Du er velkommen til at hjælpe Wikipedia ved at udvide den. |

|  | Denne artikel om en bygning eller et bygningsværk kan blive bedre, hvis der indsættes et (bedre) billede. Du kan hjælpe ved at afsøge Wikimedia Commons for et passende billede eller lægge et op på Wikimedia Commons med en af de tilladte licenser og indsætte det i artiklen. |

|  | Denne artikel kan blive bedre, hvis der indsættes geografiske koordinater Denne artikel omhandler et emne, som har en geografisk lokation. Du kan hjælpe ved at indsætte koordinater i wikidata. |